# باغ پادشاه دانمارک

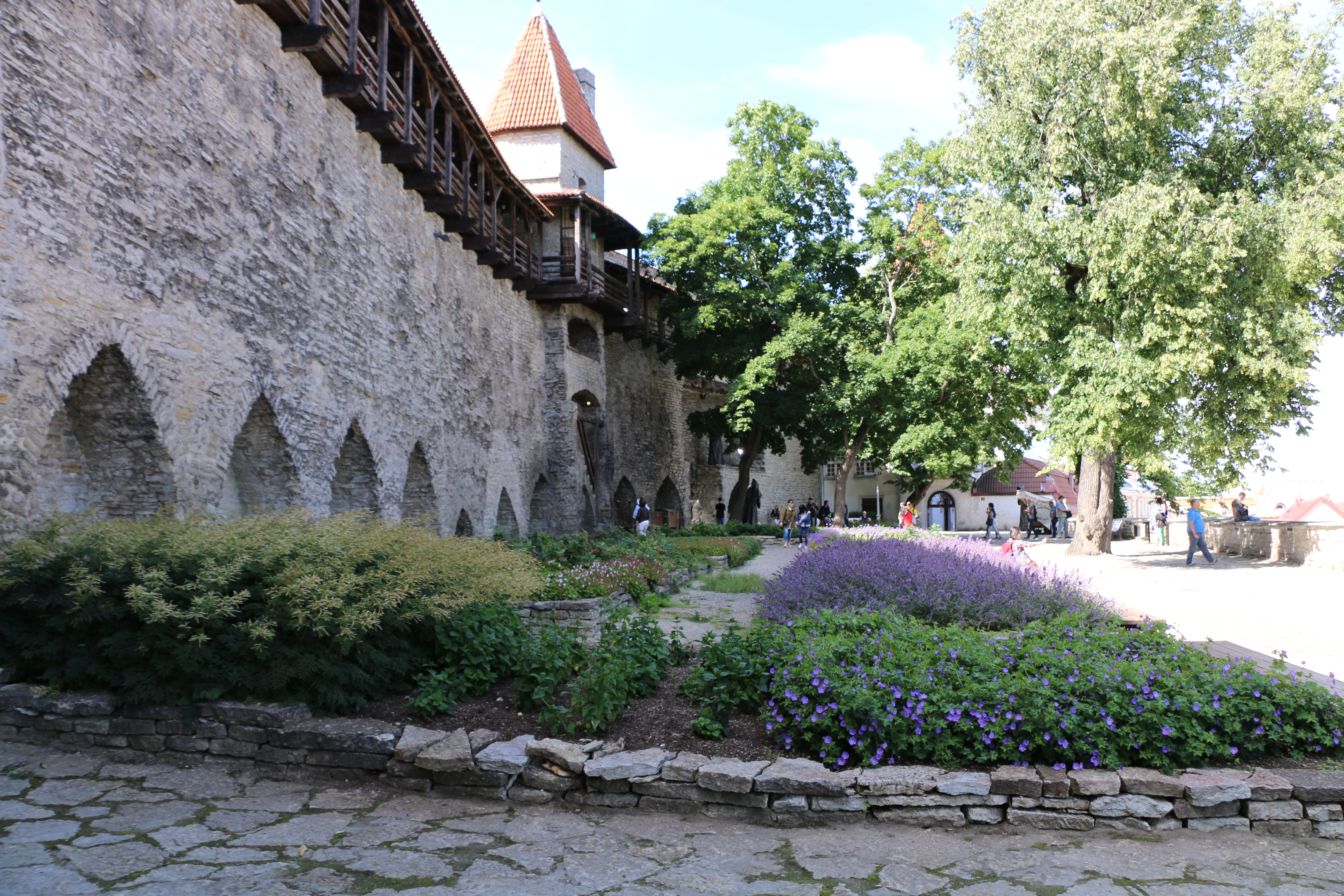
Danish King's Garden

باغ پادشاه دانمارک (استونیایی: Taani kuninga aed) یک باغ در منطقی قدیمی شهر تالین، استونی است.
این پارک جایی است که گفته میشود طبق سنت پرچم دانمارک در آن متولد شده است، هر ساله در ۱۵ ژوئن در این باغ جشن گرفته میشود. نام این پارک از پادشاهی دانمارک گرفته شده که در قرن ۱۳ میلادی در تالین و شمال استونی بیش از صد سال ادامه پیدا یافته بود.

## نگارخانه

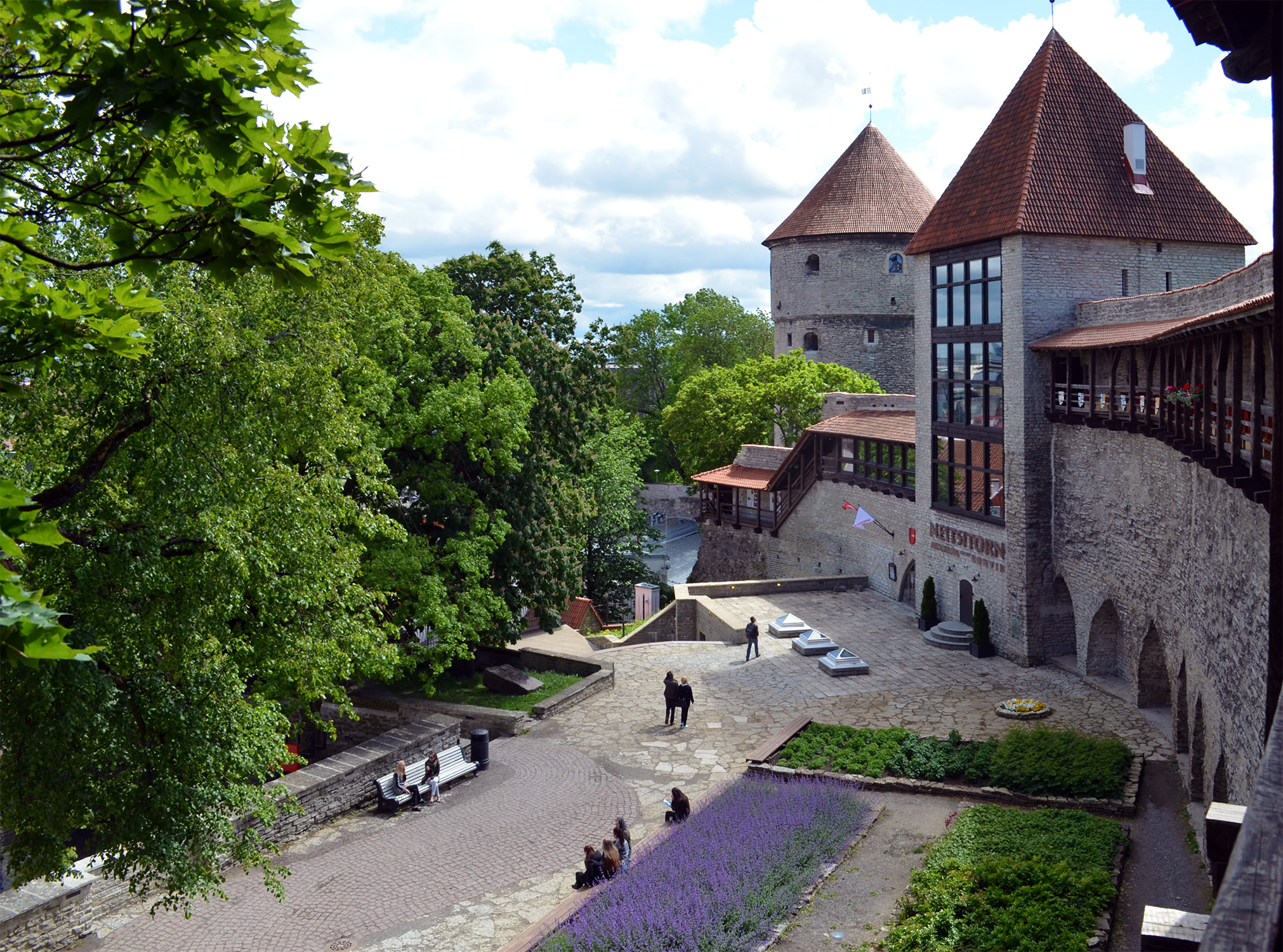
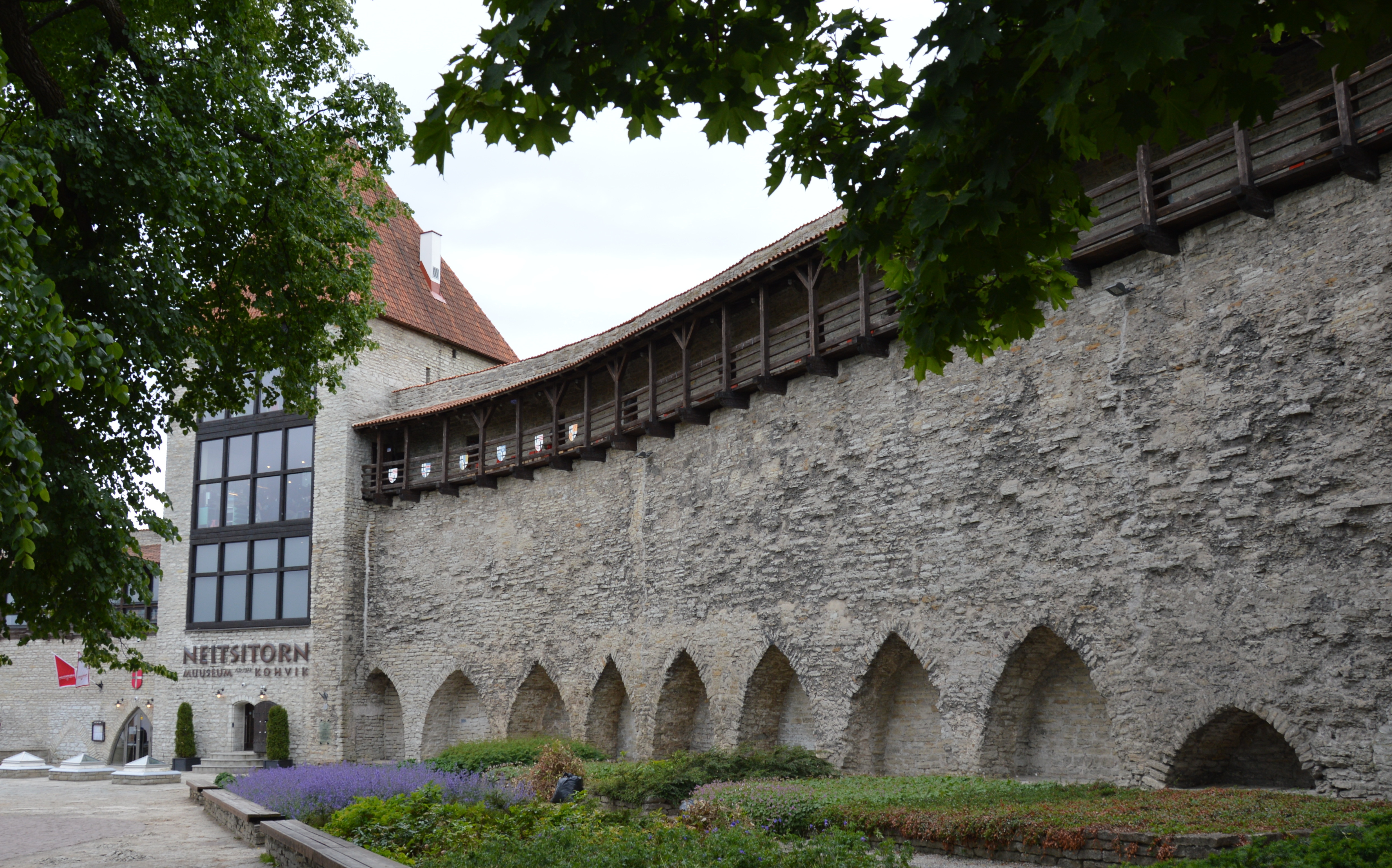
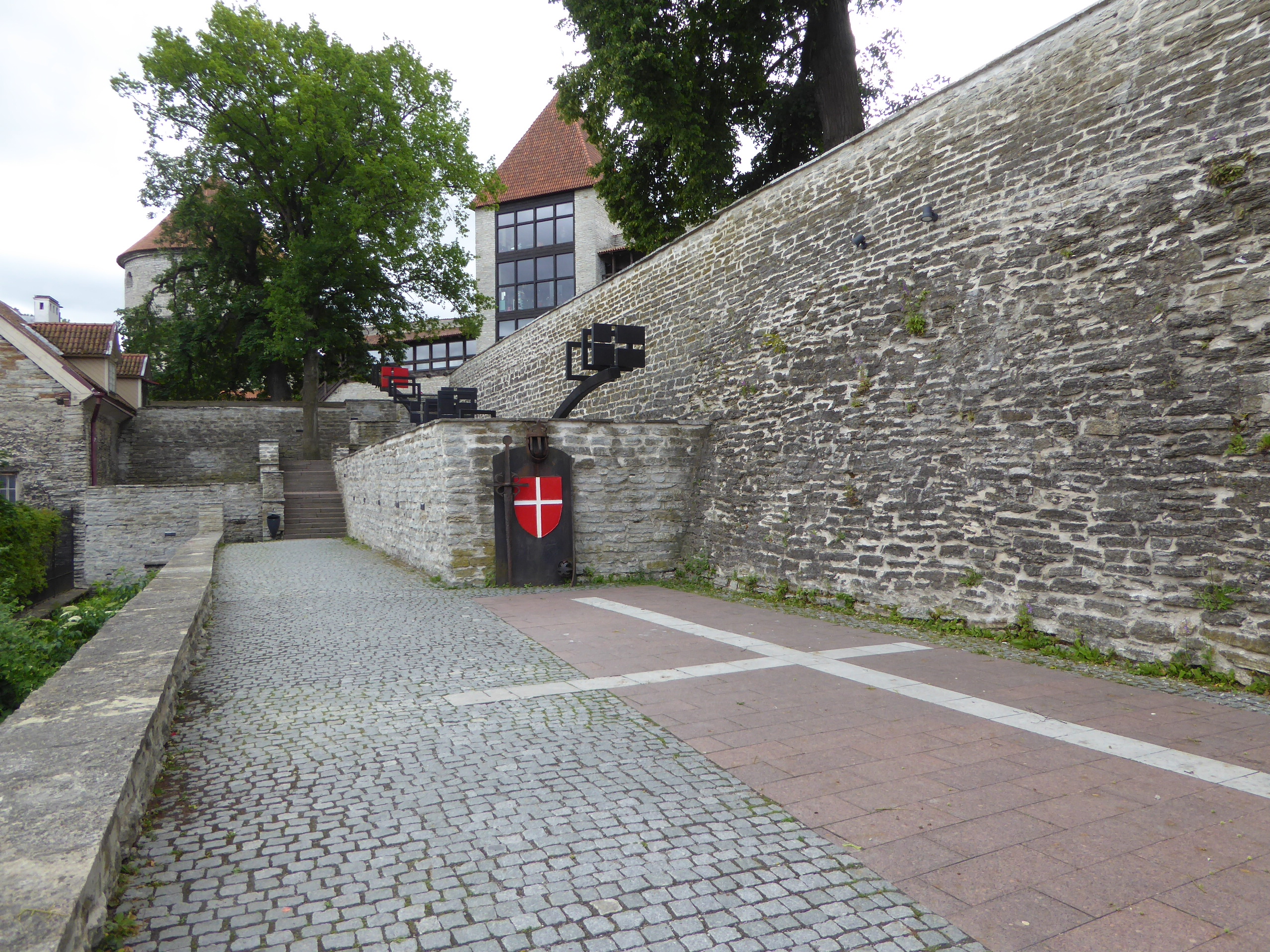
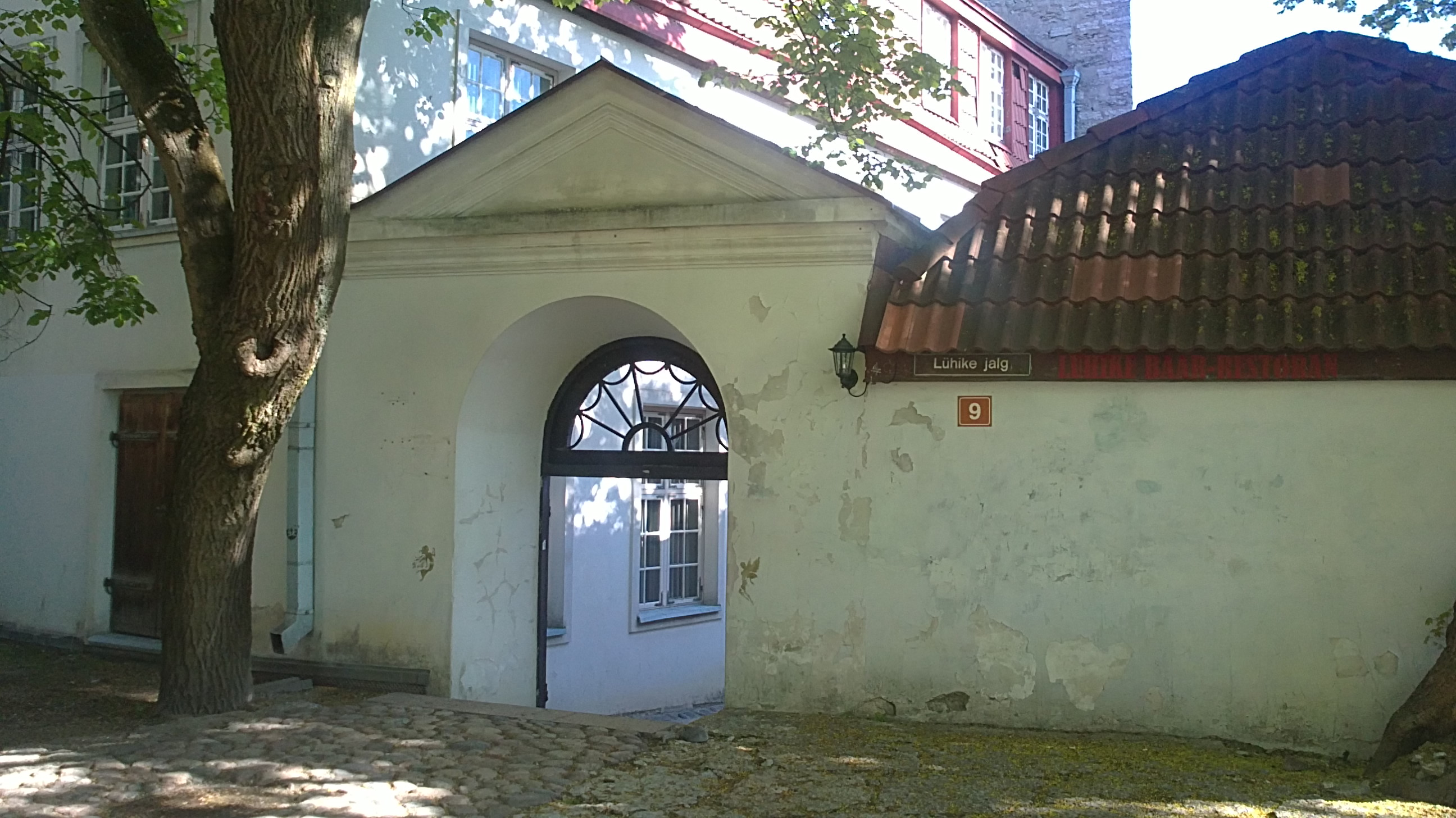
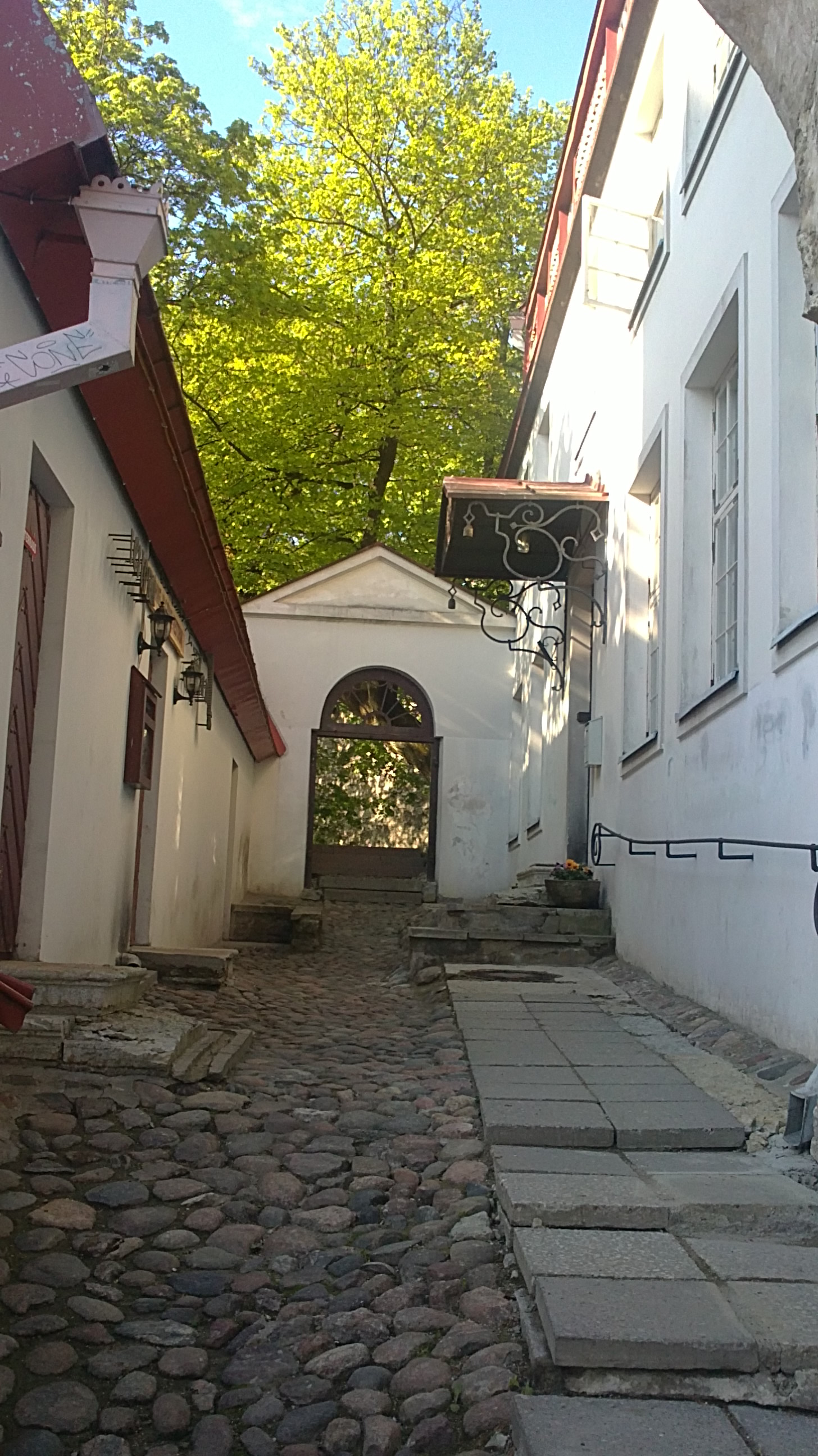